# Ciencia del láser

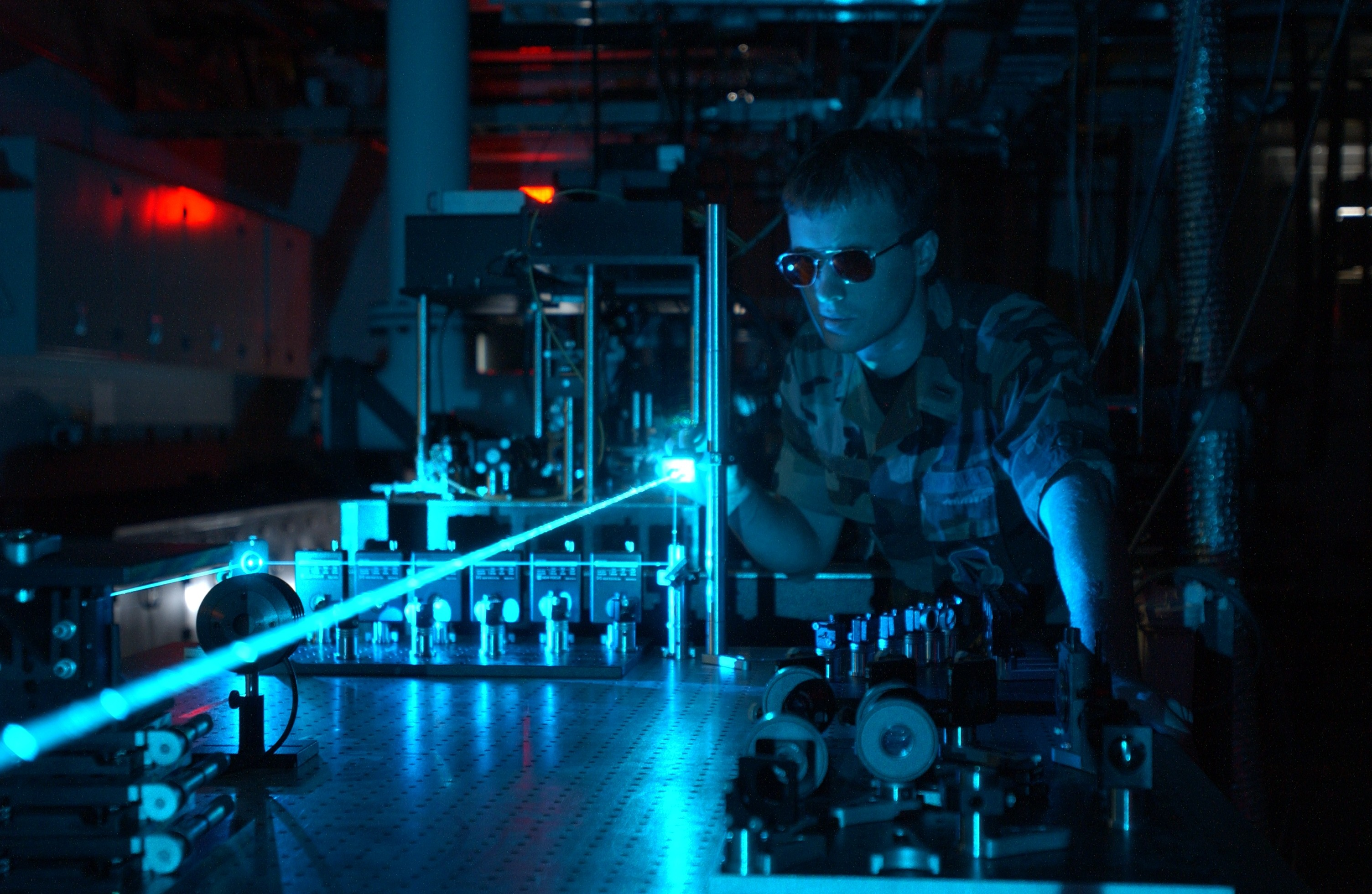
Un experimento láser en una mesa óptica.

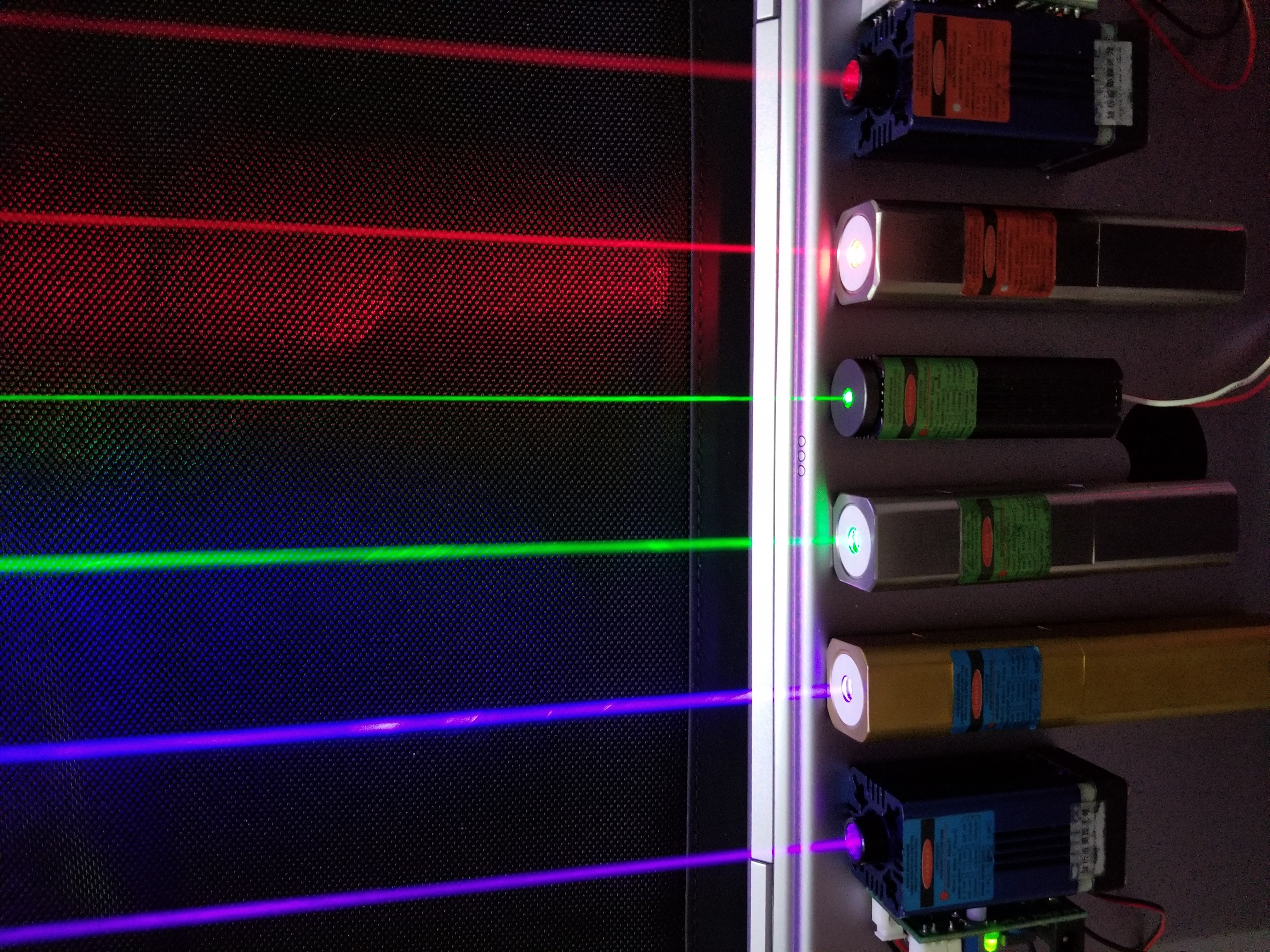
Módulos láser (de abajo hacia arriba: 405, 445, 520, 532, 635 y 660 nm)

La ciencia del láser o la física del láser es una rama de la óptica que describe la teoría y la práctica de los láseres.
La ciencia del láser se ocupa principalmente de la electrónica cuántica, la construcción de láser, el diseño de cavidades ópticas, la física de producir una inversión de población en medios láser y la evolución temporal del campo de luz en el láser. También se ocupa de la física de la propagación del rayo láser, en particular la física de los rayos gaussianos, con las aplicaciones del láser y con campos asociados como la óptica no lineal y la óptica cuántica.

## Historia
La ciencia del láser es anterior a la invención del láser en sí. Albert Einstein creó las bases para el láser y el máser en 1917, a través de un artículo en el que derivó la ley de radiación de Max Planck utilizando un formalismo basado en coeficientes de probabilidad (coeficientes de Einstein) para la absorción, emisión espontánea y emisión estimulada de radiación electromagnética. La existencia de emisión estimulada fue confirmada en 1928 por Rudolf W. Ladenburg. En 1939, Valentin A. Fabrikant hizo la primera propuesta de láser. Especificó las condiciones necesarias para la amplificación de la luz mediante emisión estimulada. En 1947, Willis E. Lamb y R. C. Retherford encontraron una emisión estimulada aparente en los espectros de hidrógeno y realizaron la primera demostración de emisión estimulada;  en 1950, Alfred Kastler (Premio Nobel de Física 1966) propuso el método de bombeo óptico, confirmado experimentalmente, dos años después, por Brossel, Kastler y Winter.
Los principios teóricos que describen el funcionamiento de un láser de microondas (un máser) fueron descritos por primera vez por Nikolay Basov y Alexander Prokhorov en la Conferencia de toda la Unión sobre espectroscopía de radio en mayo de 1952. El primer maser fue construido por Charles H. Townes, James P. Gordon y Herbert J. Zeiger en 1953. Townes, Basov y Prokhorov recibieron el Premio Nobel de Física en 1964 por sus investigaciones en el campo de las emisiones estimuladas. Arthur Ashkin, Gérard Mourou y Donna Strickland fueron galardonados con el Premio Nobel de Física en 2018 por invenciones revolucionarias en el campo de la física láser.
El primer láser de trabajo (un láser de rubí pulsado) fue demostrado el 16 de mayo de 1960 por Theodore Maiman en los Laboratorios de Investigación Hughes.